# Selenops zuluanus
Selenops zuluanus är en spindelart som beskrevs av Lawrence 1940. Selenops zuluanus ingår i släktet Selenops och familjen Selenopidae. Inga underarter finns listade i Catalogue of Life.